# Traktat wiedeński (1731)
Traktat wiedeński z 1731 – traktat polityczny podpisany 16 marca 1731 przez hrabiego Sinzendorfa (Austria) i Philipa Dormera Stanhope'a, 4. hrabiego Chesterfield
Traktat potwierdzał istnienie tzw. "poczwórnego sojuszu" - Quadruple Alliance w Europie; z udziałem: Austrii, Anglii, Francji i Holandii. Hiszpania musiała się dostosować do uzgodnień między tymi państwami.
Hiszpanie podpisali go dopiero 22 lipca 1731. Traktat ten uznawał bowiem Karola Bubona y Farnese księciem Parmy.